# Balud
Balud ist eine philippinische Stadtgemeinde in der Provinz Masbate. Sie hat 38.124 Einwohner (Zensus 1. August 2015).

## Baranggays
Balud ist politisch in 32 Baranggays unterteilt.

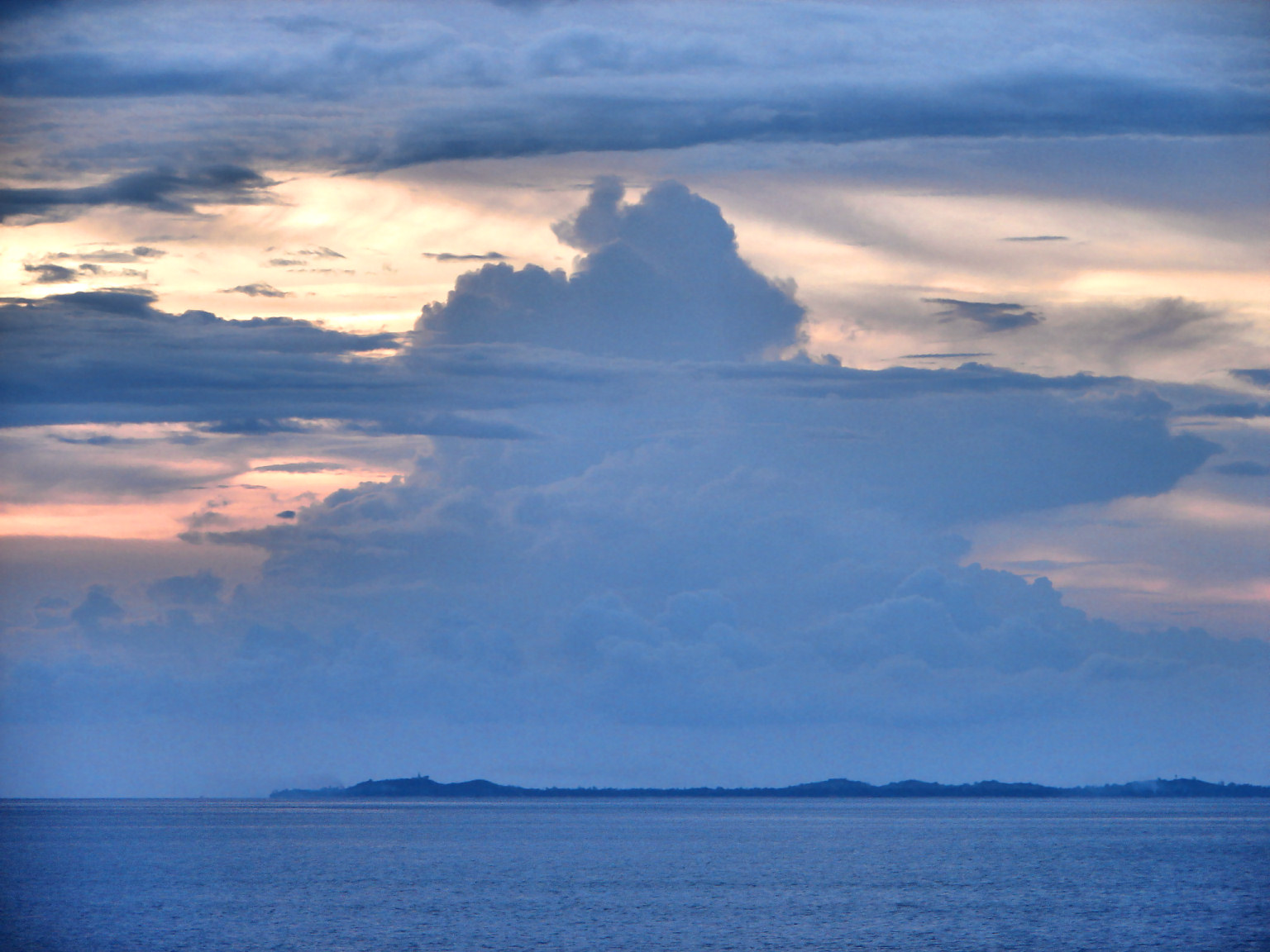
Jintotolo Insel

| - Baybay (Lumocab) - Bongcanaway - Calumpang - Cantil - Casamongan - Danao - Dao - Guinbanwahan - Ilaya - Jangan - Jintotolo | - Mabuhay (Bongcanaway III) - Mapili - Mapitogo - Palane - Panguiranan - Panubigan - Pajo - Poblacion (Balud) - Pulanduta - Quinayangan Diotay - Quinayangan Tonga | - Salvacion - Sampad - San Andres (Quinayangan Dacu) - San Antonio - Sapatos - Talisay - Tonga - Ubo - Victory (Victoria) - Villa Alvarez |